# Torre Telefónica (Chile)
La Torre Telefónica — también denominada Distrito Movistar Chile - es un rascacielos emplazado en la comuna de Providencia de la ciudad de Santiago, capital de Chile. Es propiedad de la multinacional de telecomunicaciones Movistar y es su centro de operaciones en el país. 
Con 143 metros de altura y 34 pisos, ostentó desde 1996 a 1999 el título del edificio más alto de Chile. Es también considerado —al igual que la Torre Entel— un hito arquitectónico en la ciudad, por su moderna arquitectura y estratégica ubicación, remarcando el eje visual y urbanístico que representa el Parque Bustamante entre las comunas de Providencia y Santiago. Su diseño representa un teléfono móvil de los años 1990, forma de telecomunicación actual.

## Estructura

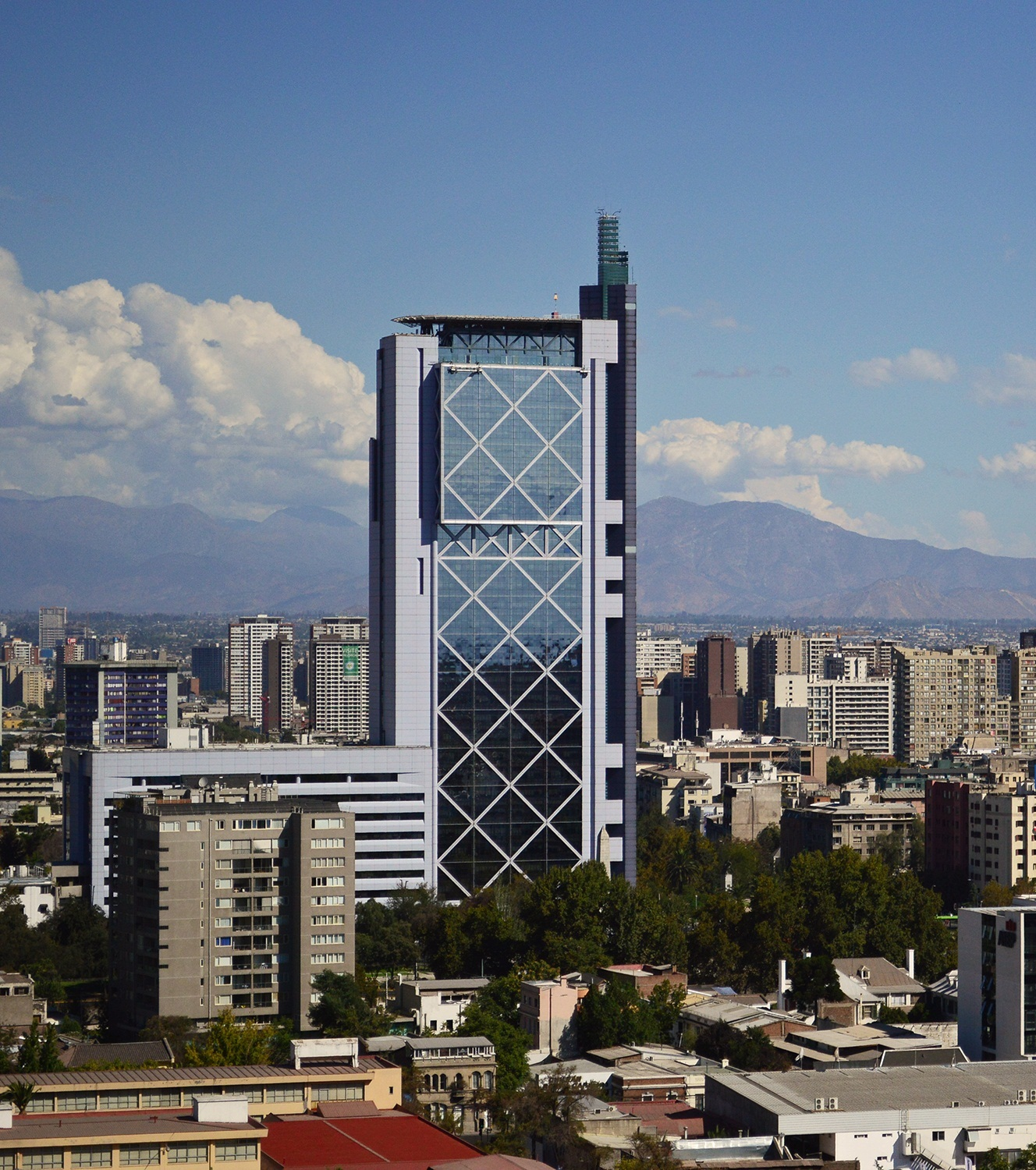
Torre Telefónica Chile en 2013.

La oficina Iglesis Prat Arquitectos se adjudicó el concurso en 1992. El complejo comprende tres edificios: la torre principal, el edificio gemelo y uno más pequeño ubicado por Avenida Bustamante.

### Torre principal
Posee una altura de 143 metros hasta el espiral y una altura de 132 m hasta el último piso, cuenta con 32 pisos y un helipuerto en el nivel 35, lo que la hace visible desde buena parte de la capital. En su interior tiene ocho ascensores programables con capacidad para 23 personas cada uno. Cuatro son de alta velocidad y alcanzan un máximo de avance de 6,3 metros por segundo. Asimismo, esta torre cuenta con una superficie de 63.000 metros cuadrados, es capaz de albergar a 2100 personas en sus respectivos puestos de trabajo en plantas libres y una central telefónica digital con una capacidad de 3.000 líneas servidas.

### Edificio gemelo
Adosado a la Torre Principal, conserva la misma fachada de esta, pero solo con 9 pisos de altura. En su primera planta, alberga salas de conferencia que dan hacia el atrio del Edificio Bustamante, además de un punto de atención a clientes y la sala de exposiciones de la Fundación Telefónica denominada Espacio; ambas son accesibles por el extremo oriente del edificio de cara a avenida Providencia.

### Edificio Bustamante
Su acceso, a diferencia del resto del edificio, se encuentra por la avenida General Bustamante, siendo este casi imperceptible a la vista del transeúnte y siendo confundido a menudo como un edificio aparte. Los cinco pisos albergan en su mayoría al área empresas de Movistar.
Está apartado del complejo por un atrio interior que alberga al Museo de las Telecomunicaciones, una segunda sala para exposiciones y el auditorium de la compañía, con capacidad para 300 personas. En su entrada, recientemente remodelada, se instalaron jardines de acceso público y una sucursal de la cafetería Starbucks.

## Cultura popular
- Los canales de televisión abierta han realizado numerosas notas desde su helipuerto, utilizando como escenografía las panorámicas que desde allí se obtienen de la ciudad de Santiago; el caso más emblemático fue el programa de televisión Plaza Italia de Canal 2 Rock & Pop, que en sus créditos mostraba un Santiago nocturno hacia el poniente, donde se encuentra la Plaza Baquedano. Durante varios años, además, una cámara robótica instalada en el mástil del edificio entregaba a las cadenas chilenas una panorámica de la ciudad en 360°.
- El helipuerto ha servido también como localización para los videos musicales de "Bolsa De Mareo" de Los Tres (1997) y de "I Wanna Give My Heart" de Denise Rosenthal (2011).

- En julio de 2011 se llevó a cabo el proyecto Wallpeople, en un espacio de 50 metros de largo por 2,2 metros de alto del muro poniente del edificio Telefónica, donde cualquier persona podía pegar con cinta adhesiva una fotografía personal de algún momento feliz, y llevarse una de otra persona, mientras se exponían pinturas y música en vivo.[5]

- En agosto de 2019 Movistar anunció oficialmente la venta del edificio, citando razones de ahorro de costos y el avance del teletrabajo entre sus colaboradores.[6] Sin embargo, descartó por el momento vaciarlo completamente.
- Desde el inicio de las protestas de octubre de 2019, y debido a que la Plaza Baquedano es el punto neurálgico de las manifestaciones, el entorno completo del edificio y sus accesos fueron cercados con planchas de fierro.

## Críticas
El 12 de julio de 2016, el sitio de tecnología Tech Insider publicó una crítica a su arquitectura, en que se le consideraba un diseño obsoleto y una «monstruosidad vergonzosa», debido a que su estructura simula a un teléfono móvil de la década de 1990, con una antena en su costado; esto pese a que en el momento de su inauguración dicho diseño era por entonces lo más reciente en telefonía móvil, y por lo tanto, su evocación tenía el propósito de simbolizar la innovación y la vanguardia tecnológica.